# Àlex Casademunt
Alex Casademunt González (Vilasar de Mar, Barcelona, 30 de junio de 1981-Mataró, Barcelona, 2 de marzo de 2021), más conocido artísticamente como Àlex Casademunt, fue un cantante, actor y presentador español, surgido del concurso musical Operación Triunfo en 2001.

## Biografía

### 2001-2005: Fórmula Abierta eInquietudes
Participó en la primera edición del concurso de Operación Triunfo, emitida por Televisión Española entre 2001 y 2002. Tras ser eliminado formó parte del grupo musical Fórmula Abierta, junto a Geno Machado, Javián Antón y Mireia Montávez, todos ellos también exconcursantes del programa. Juntos grabaron el disco Aún hay más publicado el 7 de junio de 2002, que incluyó el tema «Te quiero más». 
En 2003 inició una carrera en solitario como cantante. Su primer disco Inquietudes salió a la venta el día 16 de junio. El disco contó con 14 temas (cinco de ellos compuestos por el cantante). Para su preparación contó con la ayuda de su hermano Joan en la composición de algunas canciones. El primer sencillo de presentación fue la canción romántica «Jugándome la vida entera».
Entre 2003 y 2004, inicia su carrera como presentador de televisión en el programa infantil Los Lunnis de TVE. Su carrera como actor por esos años es variada: OT: la película de Jaume Balagueró y Paco Plaza en 2002, el musical Peter Pan: el musical o la serie de televisión de Miramón Mendi La sopa boba para Antena 3 en 2004. Tiempo después continuó trabajando en televisión en otros programas como Crónicas marcianas de Telecinco y ¡Mira quién baila! en TVE en 2005 -donde participó como concursante-. Asimismo en 2005 apadrinó a su hermano Joan Casademunt para participar en el programa de TVE Gente de primera. Ese año ejerció de presentador de los conciertos de la famosa cantante y estrella infantil María Isabel.

### 2006-2010: trabajos en televisión
En 2006 presentó diversos espacios televisivos. Fue el presentador del programa musical Fan Factory (en UrbeTv del Grupo Vocento) y fue colaborador de Hoy por ti de Telemadrid. Durante el verano de 2006 presentó el concurso de karaoke Cantamania en TV3 junto a la cantante Roser de Popstars y en otoño de 2006 fue presentador del programa El chat de Operación Triunfo en su quinta edición, en la academia. En este mismo año trabajó para la serie de Diagonal TV Mar de fons (TV3), interpretando el papel de Marley. Al año siguiente, trabajó en Telecinco en el programa matinal El programa de Ana Rosa. En él ejercía de comentarista de formatos de éxito de la cadena.
Vuelve a la interpretación trabajando para la serie Arrayán emitida por Canal Sur en 2008, en la que interpretó el personaje de Don Pablo. En 2009 participa como protagonista en el cortometraje Ya te vale dirigido por Martín Crespo y producido por Rossmartin Films PC. En esta ocasión interpreta el personaje de Pepe. En 2010 colaboró en un disco benéfico llamado Canciones para Haití. Este se puso a la venta con El Periódico de Cataluña. Poco después presentó su candidatura para Eurovisión junto a su hermano Joan con el tema «Tan solo mirarte». Ambos obtienen con este tema un total de 13.905 votos. En septiembre de 2010 volvió al teatro musical en Madrid con el exitoso Mamma Mia: el musical, en el que interpretó el papel de Sky, el novio de la protagonista.

### 2011-2021: Casademunts y nuevos sencillos
En 2011, se incorpora a 13 TV para conducir junto a Alejandra Andreu Noche sensacional, una de las principales apuestas del canal. A lo largo de 2012 trabaja junto a su hermano en el grupo Casademunts con el que realizan promoción por diferentes cadenas de televisión. En 2013 interviene como concursante en el espacio reality show de Cuatro Expedición imposible. En él comparte aventuras con la presentadora y colaboradora de televisión Rocío Madrid. En la primavera del 2013 presenta «Sé», un sencillo con su hermano Joan Casademunt. En otoño aparece en un episodio de la serie de Antena 3 Vive cantando. En 2014 presenta «Me haces sentir» junto a su hermano Joan y el cantante productor Papa Joe. El tema es editado por Warner Music y Doble Music Records. En teatro aparece en las obras Cosas de tríos y El otro lado de la cama. 
En 2015 colabora para el programa Trencadís de 8tv junto a Sandra Barneda y en 2016 es colaborador habitual del programa Hora punta de La 1 que presenta Javier Cárdenas. En 2017 confirma su vuelta a los escenarios con Fórmula Abierta, el grupo del que formó parte tras salir de OT 1.[cita requerida]
Según una encuesta elaborada por la agencia Personality Media en el año 2016, Àlex era identificado por el 62 % de la población española.

## Vida privada
El 18 de enero de 2018, fruto de su relación con su entonces pareja, Laia, nace su única hija, Bruna.

## Fallecimiento
Àlex falleció la noche del 2 de marzo de 2021 a los 39 años, en un accidente de coche en Mataró, Barcelona. El vehículo del cantante chocó frontalmente contra un autobús cerca de una rotonda en la carretera Cirera en Mataró, perdiendo la vida en el acto. Fue incinerado el 4 de marzo de 2021.

## Discografía

### ConFórmula abierta
Álbum de estudio
| Álbum       | Detalles |
| ----------- | --- |
| Aún hay más | - Fecha lanzamiento: 7 de junio de 2002 - Discográfica: Vale Music - Formato: CD, Digital - Top 100 álbumes de Promusicae: 3 - Certificación por Promusicae: Disco de Platino |

Sencillos
| Sencillos          | Detalles                                                                              |
| ------------------ | ------------------------------------------------------------------------------------- |
| «Te quiero más»    | - Fecha de lanzamiento: 2002 - Discográfica Vale Music                                |
| «Mi cruz, mi fe»   | - Fecha de lanzamiento: 2002 - Discográfica: Vale Music                               |
| «Sin conexión»     | - Fecha lanzamiento: 18 de mayo de 2018 - Discográfica: Sonogrand - Formato: Digital  |
| «Si tu vuelves»    | - Fecha lanzamiento: 12 de abril de 2019 - Discográfica: Sonogrand - Formato: Digital |
| «Contigo me quedo» | - Fecha lanzamiento: 15 de julio de 2021 - Discográfica: Sonogrand - Formato: Digital |

- 2016: Grandes éxitos de Fórmula Abierta

### Como solista
Álbumes de estudio
| Álbum       | Detalles |
| ----------- | --- |
| Inquietudes | - Fecha lanzamiento: 16 de junio de 2003 - Discográfica: Vale Music - Formato: CD, Digital - Top 100 álbumes de Promusicae: 23 |

Sencillos
| Sencillos                                         | Detalles                                                                                      |
| ------------------------------------------------- | --------------------------------------------------------------------------------------------- |
| «Dos hombres y un destino» (con David Bustamante) | - Fecha de lanzamiento: 2002 - Discográfica Vale Music                                        |
| «Jugándome la vida entera»                        | - Fecha de lanzamiento: 2003 - Discográfica: Vale Music                                       |
| «Sé» (con Joan Casademunt)                        | - Fecha de lanzamiento: 2013 - Discográfica: Àlex Casademunt                                  |
| «Me haces sentir bien» (con Papa Joe)             | - Fecha lanzamiento: 2014 - Discográfica: Warner Music/Doble Music Records - Formato: Digital |
| «Barcelona no té por»                             | - Fecha lanzamiento: 2017 - Discográfica: Piros Comercial Digital - Formato: Digital          |
| «Otra oportunidad» (con Joan Casademunt)          | - Fecha lanzamiento: 2021 - Discográfica: Sonogrand - Formato: Digital                        |

## Filmografía

### Cine
- 2002 - OT: la película (Filmax)
- 2003 - Colours - Cortometraje
- 2003 - Mil razones y una vaca - Cortometraje
- 2009 - Ya te vale - Cortometraje
- 2010 - El destino - Cortometraje
- 2025-"Otra oportunidad"-Aparición Postuma

### Series
- 2004 - La sopa boba. Papel: Yago. De Miramón Mendi para Antena 3 TV.
- 2006 - Mar de fons. De Diagonal TV para TV3.
- 2008 - Ponme una nube, Rocío (Canal Sur 1).
- 2008 - 2010 - Arrayán. Papel: Pablo. De Linze TV para Canal Sur 1.
- 2013 - Vive cantando. Papel: Willy. De Doble filo para Antena 3 TV.

### Teatro y Musicales
- 2002 - 2003 - Peter Pan: El musical.
- 2010 - 2011 - Mamma mia!: El musical.
- 2014 - Cosas de tríos.
- 2014 - 2015 - El otro lado de la cama.
- 2015 - Y mi mamá también

### Presentador y colaborador
- 2002 - 2003 - Noche de fiesta (TVE) - Invitado[17]
- 2003 - 2004 - Los Lunnis (TVE)
- 2005 - Crónicas marcianas (Telecinco)
- 2005 - Grand Prix Xpress (TVE). Padrino. Episódico.
- 2005 - Gala de Año Nuevo. Viva 2005 (TVE). Junto a Bertin Osborne, Mar Saura y María José Suárez.
- 2006 - Fan Factory. Cadenas locales de PuntoTV del Grupo Vocento
- 2006 - Hoy por ti (Telemadrid)
- 2006 - Cantamania (TV3). Junto a Roser.
- 2006 - 2007 - El chat de OT5 (Telecinco)
- 2007 - El programa de Ana Rosa (Telecinco)
- 2011 - 2012 - Noche sensacional (13TV). Junto a Alejandra Andreu.
- 2015 - 2016 - Trencadis (8tv)
- 2016 -  2017 - Hora punta (TVE)
- 2017  - 1, 2, 3... hipnotízame (Antena 3)
- 2017 - Snacks de tele (Cuatro)

### Concursante
- 2001 - 2002 - OT1: Operación Triunfo. Fue el 4.º expulsado. (TVE)
- 2005 - Mira quien baila. Finalista. (TVE)
- 2006 - Factor miedo (Antena 3)
- 2013 - Expedición imposible (Cuatro). Su pareja fue Rocío Madrid.
- 2013 - Tu cara más solidaria 2 (Antena 3). Gala solidaria como Daddy Yankee. Episódico.
- 2017 - El gran reto musical (TVE)
- 2017 - Me lo dices o me lo cantas (Telecinco)
- 2018 - Trabajo temporal (TVE)
- 2019 - La mejor canción jamás cantada (TVE)

### Publicidad
- 2001 - El Corte Inglés. Campaña de Navidad. Junto a sus compañeros de OT.
- 2002 - Multiópticas. Junto a sus compañeros de OT.
- 2002 - Ministerio de Medio Ambiente. Campaña contra el fuego junto a sus compañeros de OT ("Todos contra el fuego").
- 2002 - Pringles. "Te quiero más", de Fórmula Abierta, fue la banda sonora del popular anuncio.
- 2004 - Zumosol. "Te quiero más", de Fórmula Abierta fue readaptada para el anuncio en el que además aparece Edurne.